# Поща (1899 – 1900)
„Поща. Вестник политически, икономически и литературен“ е информационен жълт всекидневник, излизал в София през 1899 и 1900 година. Директор е Стоян Шангов (от брой 3 главен редактор), а отговорен редактор С. Николов. Печата се в печатницата на Ив. Г. Говедаров.
| Годишнина | Броеве | Дата                          |
| --------- | ------ | ----------------------------- |
| I         | 1 – 43 | 19 декември 1899 – 2 юни 1900 |

Вестникът е с ярко изразена националистическа насоченост. Печата криминални новини и сензации, води антисемитска политика. Обръща особено внимание на Македонския въпрос като поддържа Върховния македоно-одрински комитет и дворцовата политика по него. Критикува радослависткото правителство, заради което е спрян. На вестника сътрудничи и карикатуристът Иван Славов.